# Platydictya acuminata
Platydictya acuminata là một loài rêu trong họ Amblystegiaceae. Loài này được Lindb. & Arnell Ignatov mô tả khoa học đầu tiên năm 2011.